# Tomis
Tomis, ook wel Tomi, (Grieks: Τόμις, ook: Τόμοι, Tomoi) was een Griekse koloniestad in Scythisch gebied aan de kust van de Zwarte Zee. De stad werd omstreeks 500 v.Chr. gesticht voor handelsdoeleinden met de lokale Dacische bevolking.
In 29 v.Chr. veroverden de Romeinen de regio en annexeerden het tot aan de Donau. Tomis kwam in Romeinse handen, in de provincie Moesia. Rond het jaar 90 splitste Moesia: Tomis lag voortaan in Moesia inferior.
Tomis is bekend geworden door de verbanning van de Romeinse dichter Ovidius. In 8 n.Chr. werd hij door Augustus naar Tomis verbannen, waar hij in 17 stierf. In zijn gedichten spreekt Ovidius maar met weinig lof over de stad: in de verste uithoek aan de rand van de toenmalige Romeinse wereld was Tomis een provinciaal, barbaars en mistroostig stadje waar de schrijver niet goed kon aarden. Soms wordt echter beweerd dat hij nooit verbannen is en al zijn schrijven over en van Tomis enkel fictie was.
Diocletianus verdeelde de provincie Moesia verder en Tomis kwam nu in Scythia Minor te liggen, waarvan het veruit de grootste stad was.
Daarna bezetten de Byzantijnen de stad, daarna de Bulgaren, dan de Turken en sinds 1878 is het onderdeel van Roemenië. De huidige naam van de stad is Constanța.